# パウル・ゲッツ
パウル・ゲッツ（Paul Götz、1883年 - 1962年）はドイツの天文学者である。
1907年にハイデルベルク大学のケーニッヒシュトゥール天文台で博士号を取った。
当時、ハイデルベルクの天文台はマックス・ヴォルフの下、小惑星の観測の中心地で、レイモンド・ドゥーガン、ヨーゼフ・ヘルフリッヒ、フランツ・カイザー、カール・ラインムート、エミール・エルンスト、アルフレート・ボーアマンらが競うように多くの小惑星を発見していた。
2278番の小惑星ゲッツは彼の名前にちなんで命名された。